# Manapiare
Manapiare é um município da Venezuela localizado no estado de Amazonas. A capital do município é a cidade de San Juan de Manapiare.